# تپه لت اولن ۱
تپه لت اولن ۱ مربوط به دوره اشکانیان - دوره ساسانیان است و در شهرستان میانه، بخش مرکزی، دهستان اوچ تپه شرقی، ۲ کیلومتری غرب روستای قلیشچی واقع شده و این اثر در تاریخ ۲۸ اسفند ۱۳۸۵ با شمارهٔ ثبت ۱۸۸۸۳ به‌عنوان یکی از آثار ملی ایران به ثبت رسیده است.